# Plumtree
Plumtree était un groupe canadien de rock indépendant/power pop formé en 1993 à Halifax et composé des sœurs Carla et Lynette Gillis, Amanda Braden, Nina Martin et plus tard Catriona Sturton. Le groupe a connu un succès modéré au cours de ses sept années d'activité, malgré plusieurs tournées au Canada et dans certaines régions des États-Unis, ainsi que la sortie de trois albums complets, un EP de six titres et divers singles, pour finalement se dissoudre en juin 2000,. Leur single "Scott Pilgrim" a inspiré le personnage principal de la série de romans graphiques de Bryan Lee O'Malley.

## Histoire
Le groupe s'est formé à Halifax, en Nouvelle-Écosse, le 9 avril 1993 après que les membres se soient rencontrés par l'intermédiaire de leurs professeurs de musique. Les premiers membres du groupes étaient Lynette Gillis (14 ans) à la batterie, Carla Gillis (16 ans) à la guitare et au chant, Amanda Braden (15 ans) à la guitare et au chant et Nina Martin (16 ans) à la basse et parfois au chant.
Au cours de leurs jeunesse, les sœurs Gillis ont développé un intérêt pour la musique heavy metal. Carla a pris des cours de guitare et Lynette a étudié les percussions. Elles ont joué dans leur maison jusqu'en 1993, date à laquelle elles ont recruté d'autres personnes pour former le groupe. Leur première montée sur scène s'est faite au spectacle de leur lycée en reprenant principalement des titres de Jimi Hendrix et d' Iron Maiden. Le groupe d'origine s'est ensuite séparé. Braden et Martin ont rejoint le groupe peu de temps après et le groupe a développé une méthode d'écriture collaborative. Plumtree a joué son premier spectacle au Cafe Ole pour tous les âges d'Halifax en juin 1993.
Plumtree s'est établi au Canada après avoir sorti la chanson " Follow You " sur la cassette No Class, une compilation publiée par No Records contenant des musiques de groupes de lycéens de Nouvelle-Écosse. Cinnamon Toast Records a sorti le premier sept pouces de Plumtree, Green Mittens, en 1994. Il comportait les chansons "Dog Gone Crazy" et "Have a Banana". Peu de temps après, Plumtree sort une cassette de six chansons intitulée Flutterboard.
En 1995, Plumtree enregistre son premier album complet, Mass Teen Fainting, au studio Sound of One Hand à Ottawa, avec Paul Hogan. Les chansons de l'album ont été diffusées à la radio universitaire, ce qui a donné à Plumtree une communauté de fans canadiens. Martin a quitté le groupe en septembre 1995 pour poursuivre ses études à l'Université McGill . Elle a été remplacée par Catriona Sturton, originaire d'Ottawa, en 1996.
Le deuxième album de Plumtree, Predicts the Future, a été enregistré en 1997 avec Laurence Currie aux studios Idea of East à Halifax. Sorti en 1998, le CD a mené à l'apparition de Plumtree sur la couverture du mensuel musical canadien, Exclaim!, ainsi qu'à la 1ère place sur le palmarès national des radios universitaires, Earshot. Les vidéos des singles « Scott Pilgrim », « Go » et « You Just Don't Exist » ont été diffusées régulièrement sur MuchMusic . "Scott Pilgrim" a ensuite inspiré la populaire série de romans graphiques, Scott Pilgrim, de Bryan Lee O'Malley.
Au cours de ces premières années, Plumtree a sorti un certain nombre de chansons sur des compilations de vinyles et de CD, notamment Water Had Leaked into My Suit (Cinnamon Toast), You're a Superlady (Corduroy), Secret Songs (Korova Cafe) et Syrup and Gasoline (Grenadine ). Une version antérieure de "Scott Pilgrim" peut également être trouvée sur disque de sept pouces sorti avec The Inbreds sur le label PF.
Le groupe a fait de nombreuses tournées tout au long de sa carrière de sept ans, prenant la route avec le groupe The Local Rabbits de Montréal, les groupes d'Halifax Thrush Hermit, The Inbreds et The Super Friendz, Julie Doiron de Moncton (anciennement d' Eric's Trip) et The Weakerthans et Duotang de Winnipeg. Plumtree ne pouvait tourner que pendant les mois d'été car ils étudiaient à l'université le reste de l'année.
En 1999, Plumtree s'est produit à Toronto au Horseshoe Tavern avec Number One Cup. Ils ont passé l'été à Toronto à enregistrer This Day Won't Last at All avec Justin Deneau aux studios Electro Magnetic Sound. Il a été publié en 2000 par Endaring Records de Winnipeg. Une vidéo inspirée de Cindy Sherman pour la chanson "Regret" a été diffusée sur MuchMusic.

### Séparation
Au printemps 2000, le groupe a fait une tournée à travers le Canada et dans les États de la côte ouest avec les Salteens de Vancouver. Plumtree s'est dissous en juillet 2000 après avoir donné son dernier spectacle le 30 juin au Marquee Club dans leur ville natale de Halifax.

### Suite
Lynette et Carla Gillis vivent à Toronto actuellement[Quand ?], où ils se produisent dans le groupe de rock Overnight (anciennement connu sous le nom de SISTER). Ils se produisent également dans Bells Clanging avec Jason Starnes. Amanda Bidnall (née Braden) a obtenu des diplômes à l'Université Dalhousie et à l'Université York avant d'obtenir un doctorat du Boston College en 2010. Elle a été professeur d'histoire à l'Université Simon Fraser à Vancouver, en Colombie-Britannique, pendant environ 8 ans. Elle est maintenant rédactrice indépendante de romans novices et rédactrice Web,. Catriona Sturton vit à Ottawa et enseigne l'harmonica. Nina Martin est professeur de géographie à l'UNC-Chapel Hill. En juillet 2010, Catriona a rejoint SISTER sur scène lors de la soirée de lancement de Scott Pilgrim Volume 6 pour interpréter la chanson "Scott Pilgrim".
Le film Scott Pilgrim, basé sur la série de romans graphiques de Bryan Lee O'Malley inspiré de la chanson "Scott Pilgrim" de Plumtree, est sorti le 13 août 2010. Dans le film et la bande dessinée, le personnage principal Scott Pilgrim peut être vu portant un t-shirt Plumtree. La chanson "Scott Pilgrim" apparaît à la fois dans le film ainsi que sur la bande originale du film et la chanson "Go!" apparaît dans le film lui-même sans la bande originale.

## Récompenses
En 1996, Plumtree a reçu le prix du meilleur groupe canadien de moins de vingt ans aux YTV Achievement Awards. Ils ont interprété "Tropical" pendant le spectacle,.
Predicts the Future a été nommée pour un East Coast Music Award dans la catégorie rock alternatif. Elle a perdu face au Slide Show de Superfriendz.

## Discographie

### Albums et EP
- Flutterboard (1994)
- Mass Teen Fainting (1995)
- Predicts the Future (1997)
- This Day Won't Last At All (2000)

### Singles
- Plumtree/Strawberry split 7" (1994)
- "Water Had Leaked Into My Suit" (1995)
- Plumtree/The Inbreds split 7" (1996)
- "Preserving Wildlife" (1996)
- Plumtree/Salteens split 7" (1999)

### Compilation
- Best Of (2010)